# チヒロ☆ちひろ
『チヒロ☆ちひろ』は、すずきささ原作・ひびき澪作画による合作漫画。『コミッカーネット』での読みきりを始まりに、『マンガ市場ドットコム』で連載中。 

## あらすじ
とある地方の私立校。のんびり学校生活を送っていた瀬野ちひろは、ある日突然全校放送で告白される。 犯人は茅広スバル（チヒロ）。本気か冗談かわからないチヒロの態度に、ちひろは振り回されっぱなし。つい勢い余ってチヒロを酷い言葉で拒絶してしまう。 
すれ違うチヒロとちひろ。 結局そのまま1学期最後の日を迎えてしまって……。 苗字と名前が同じと言う、ややこしい事この上ないふたりが周囲を巻き込んで展開する学園ラブコメディストーリー。

## ドラマCD
コミックフロントで企画された。2006年12月29日にコミックマーケット71で先行発売され現在は通販で手に入れることが出来る。

## 登場人物
瀬野ちひろ（声優：豊崎愛生）
元気で正義感の強い女の子。 何にでも一生懸命になれるけど、一生懸命すぎて周りが見えなくなるのが玉に瑕。
茅広スバル（声優：石田彰）気まぐれで飄々としているように見えるけど、本当は……? ある理由があってわざわざ地方の高校に進学してきた為、学校の寮で暮らしている。
南波桜（声優：沢城みゆき）
ちひろの小学校からの親友。 おっとりしてるように見えて実はしっかり者。
橘英里（声優：間島淳司）大人っぽくて、みんなのお兄さんタイプ。 背が高く、バレー部のキャプテン。
河合貴志（声優：石井真）みんなのムードメーカー。 お調子者過ぎて損する事もあったりなかったり。

## 商品

### ドラマCD
- チヒロ☆ちひろ